# Последовательный контейнер
Последовательными контейнерами (англ. Sequence containers) в языке программирования C++ считаются несколько предопределённых шаблонных типов данных стандартной библиотеки STL, которые обеспечивают упорядоченный способ хранения своих элементов. Каждый из элементов такого контейнера имеет определённую позицию, которая зависит от времени и места помещения его в контейнер, но не зависит от значения элемента. Как правило, к последовательным контейнерам относятся списки, вектора, очереди двустороннего доступа, массивы (начиная со стандарта C++11) и ряд других. Обычно их реализуют на практике в виде связанного списка или массива.

## Описание
Все основные стандартные классы-контейнеры библиотеки STL подразделяются на последовательные и ассоциативные контейнеры. Ключевое отличие последовательных контейнеров от ассоциативных заключается в том, что при помещении элемента в последовательный контейнер он остаётся там, где его разместили, а в ассоциативном он перемещается туда, где ему положено находиться в соответствии со внутренним устройством контейнера.
Традиционно в категорию стандартных последовательных контейнеров входят массивы array, списки (как односвязные forward_list, так и двусвязные list), динамические вектора vector и очереди deque. Иногда в их состав также включают строки string, а к нестандартным последовательным контейнерам относят списки slist и строковые данные rope.

## Требования к элементам
Основная технологическая оснастка библиотеки STL (контейнеры, итераторы, алгоритмы) реализована в виде шаблонных классов. Как следствие, эта инфраструктура может одинаково эффективно обрабатывать как встроенные, так и пользовательские типы данных. Тем не менее, все элементы всех контейнеров библиотеки STL должны подчиняться ряду достаточно общих требований. Во-первых, они должны быть перемещаемыми и копируемыми. Во-вторых, к ним должно быть допустимо применение операции присваивания. В-третьих, для их уничтожения должен быть доступен деструктор. В дополнение к этим требованиям ряд последовательных контейнерных классов требует наличия конструктора по умолчанию, а в некоторых методах может потребоваться определённая операция сравнения на равенство operator==() для элементов.

## Базовый функционал
С основными последовательными контейнерами связан набор стандартных операций, поддерживаемых всеми классами библиотеки STL для унифицированного доступа к своим элементам.
| Название                 | Функции |
| ------------------------ | --- |
| +                        | Объединение элементов |
| +=                       | Добавление элементов в контейнер |
| <<                       | Добавление элемента в контейнер |
| at()                     | Доступ к произвольному элементу |
| front() и first()        | Предоставляют ссылку на первый элемент в предположении, что он существует. Использование метода front() предпочтительнее по стандарту STL.   |
| back() и last()          | Предоставляют ссылку на последний элемент в предположении, что он существует. Использование метода back() предпочтительнее по стандарту STL. |
| contains()               | Проверка контейнера на наличие переданного элемента                                                                                          |
| erase()                  | Удаляет элемент, на который указывает параметр-итератор                                                                                      |
| IndexOf()                | Возвращает индекс первого элемента, который соответствует значению переданного параметра.                                                    |
| pop_front()              | Удаляет из контейнера первый элемент |
| pop_back()               | Удаляет из контейнера последний элемент |
| replace()                | Заменяет значение элемент контейнера на значение своего параметра                                                                            |
| push_front() и prepend() | Добавляют элемент в начало контейнера. Использование метода push_front() предпочтительнее по стандарту STL.                                  |
| push_back() и append()   | Добавляют элемент в конец контейнера. Использование метода push_back() предпочтительнее по стандарту STL.                                    |

В дополнение к ним важной операцией считается функция resize(), которая позволяет динамически варьировать количество элементов в коллекции за линейное время. Её поддерживают все классы, за исключением массива array, который идеологически не предназначен для изменений своего размера в памяти. 